# Krasowice
Krasowice (niem. Kraschen) – wieś w Polsce, położona w województwie opolskim, w powiecie namysłowskim, w gminie Namysłów.
W latach 1954–1961 wieś należała i była siedzibą władz gromady Krasowice, po jej zniesieniu w gromadzie Ligota Książęca.

## Nazwa
Według Heinricha Adamy'ego nazwa pochodzi od staropolskiej nazwy "kraszenia" - oznaczającej barwienie, ozdabianie czegoś. W swoim dziele o nazwach miejscowych na Śląsku wydanym w 1888 roku we Wrocławiu wymienia on najstarszą nazwę miejscowości w polskiej formie Kraszow tłumacząc jej znaczenie "Schonfeld" czyli po polsku "piękne, ładne pole". Nazwa została zgermanizowana przez Niemców na Kraschen w wyniku czego utraciła swoje pierwotne znaczenie.
| SIMC    | Nazwa  | Rodzaj     |
| ------- | ------ | ---------- |
| 0499583 | Żabiak | przysiółek |

## Zabytki
Do wojewódzkiego rejestru zabytków wpisany jest:
- kościół ewangelicki, obecnie rzym.-kat. fil. pw. MB Częstochowskiej, szachulcowo-drewniany, zbudowany w roku 1620 - poł. XVII w., 1852 r., z barokowym ołtarzem, ozdobiony obrazem Matki Boskiej Częstochowskiej. Zabytkowa ambona powstała przypuszczalnie w tym samym okresie, natomiast dzwon kościelny datowany jest na rok 1657. Sam kościół jest konstrukcji szachulcowej, z wieżą konstrukcji słupowej.

## Literatura
Kurcoń Jan: 400-lecie kościoła Krzyża Świętego w Smarchowicach. [Tytuł okładki:] Smarchowice Śląskie : 400-lecie kościoła Krzyża Świętego. Duszpasterstwo Rzymsko-Katolickie Najświętszego Serca Pana Jezusa Przeczów – Wydawnictwo Aga, Wrocław 2003 [s. 24-30 – Krasowice. Kościół MB Częstochowskiej i św. Jerzego].